# Deadlock Unfocussed
«Deadlock Unfocussed» — немецкий короткометражный научно-фантастический фильм, снятый режиссёром Штеффеном Вернером в 2024 году. Мировая премьера фильма состоялась 22 августа 2024 года.

## Сюжет
В далёком будущем небольшая группа солдат сталкивается с неожиданной ситуацией и сильным врагом. Отряд получает цель решить проблему без каких-либо возражений.
Небольшой отряд десантников вместе с командиром высаживается на чужой территории для решения проблемы. Ни у кого из отряда нет точной информации о произошедшем, но десантники знают, что ситуация может быть опасна. Когда они остаются один на один с невидимым и сильным врагом, борясь за свою жизнь, выживает только один солдат.

## В ролях
- Скотти Шталь — командир
- Анна Дёниц — солдат Шульце
- Лариса Дробычевская — солдат Крюгер
- Якоб Мартин — сержант
- Кристоф Вернер — солдат / пилот

## Награды и номинации
- Кинопремия Лондонского кинофестиваля за лучший короткометражный фильм (Штеффен Вернер), 2024.
- Кинопремия Лондонского кинофестиваля за лучшее действие (Штеффен Вернер), 2024.
- Кинопремия Берлинского кинофестиваля за лучший короткометражный фильм (Штеффен Вернер), 2024.
- Премия Браденбургского международного кинофестиваля за лучший короткометражный фильм (Штеффен Вернер), 2024.